# Coupe du Tadjikistan de football
La Coupe du Tadjikistan de football a été créée en 1992.

## Palmarès
- 1992 : Pamir Douchanbé 1-0 Regar-TadAZ Tursunzoda
- 1993 : Sitora Douchanbé 0-0 (tab 5-3) Ravshan Kulob
- 1994 : Ravshan Kulob 2-1 Shodmon Ghissar
- 1995 : Pakhtakor Dzhabarrasulovsk 0-0 (tab 3-2) Regar-TadAZ Tursunzoda
- 1996 : Vakhsh Qurghonteppa 4-0 FK Khodjent
- 1997 : FK Khodjent 2-1 Ranjbar Vose
- 1998 : Varzob Douchanbé 3-1 Regar-TadAZ Tursunzoda
- 1999 : Varzob Douchanbé 0-0 (tab 4-2) Regar-TadAZ Tursunzoda
- 2000 : Regar-TadAZ Tursunzoda 4-2 Varzob Douchanbé
- 2001 : Regar-TadAZ Tursunzoda 3-1 FK Khodjent
- 2002 : FK Khodjent 3-0 Vakhsh Qurghonteppa
- 2003 : Vakhsh Qurghonteppa 3-1 Olymp-Ansol Kulob
- 2004 : Aviator Bobojon Gafurov 5-0 FK Uroteppa
- 2005 : Regar-TadAZ Tursunzoda 1-1 (tab 4-2) Vakhsh Qurghonteppa
- 2006 : Regar-TadAZ Tursunzoda 2-1 Hima Douchanbé
- 2007 : Parvoz Bobojon Ghafurov 2-1 Hima Douchanbé
- 2008 : FK Khodjent 2-1 Energetik Douchanbé
- 2009 : Istiqlol Douchanbé 2-1 Pamir Douchanbé
- 2010 : Istiqlol Douchanbé 5-0 FK Khodjent
- 2011 : Regar-TadAZ Tursunzoda 1-0 Istiqlol Douchanbé[1]
- 2012 : Regar-TadAZ Tursunzoda 1-1 (tab 6-5) Istiqlol Douchanbé
- 2013 : Istiqlol Douchanbé 2-0 Regar-TadAZ Tursunzoda
- 2014 : Istiqlol Douchanbé 5-2 Regar-TadAZ Tursunzoda
- 2015 : Istiqlol Douchanbé 2-2 (tab 6-5) Regar-TadAZ Tursunzoda
- 2016 : Istiqlol Douchanbé 2-2 (tab 3-2) FK Khosilot
- 2017 : FK Khodjent 2-0 Istiqlol Douchanbé
- 2018 : Istiqlol Douchanbé 1-0 Regar-TadAZ Tursunzoda
- 2019 : Istiqlol Douchanbé 1-1 ap (tab 4-2) Regar-TadAZ Tursunzoda[2]
- 2020 : Ravshan Kulob 1-0 Khatlon Bokhtar
- 2021 : FK Khodjent 2-0 Istiqlol Douchanbé
- 2022 : Istiqlol Douchanbé 2-2 ap (tab 5-4) Kuktosh Rudaki
- 2023 : Istiqlol Douchanbé 2-2 ap (tab 4-2) Ravshan Kulob
- 2024 : Regar-TadAZ Tursunzoda 2-1 FK Khodjent